# Нова Зеландия във Втората световна война
Нова Зеландия участва във Втората световна война на страната на Съюзниците от 3 септември 1939 година до края на войната.
Страната обявява война на Германия, заедно с Великобритания, веднага след германското нападение срещу Полша. Първоначално тя изпраща свои контингенти на Средиземноморския театър, както и военновъздушни части във Великобритания. На Тихоокеанския театър новозеландски части воюват, главно в южната част на Тихия океан, от началото на войната с Япония през декември 1941 година до окупацията на Япония.